# René R. Khawam
René Rizqallah Khawam (en arabe : رينيه رزق الله خوام), né en 1917 à Alep, en Syrie, et mort à Paris le 22 mars 2004,, est un traducteur français de textes arabes. Il a également publié un roman et des essais.

## Biographie
Né dans une famille chrétienne de Syrie, René Khawam étudie le français chez les Frères maristes avant d'émigrer en France au moment de la Seconde Guerre mondiale. Il entame dès lors une tâche d'infatigable traducteur de textes religieux et littéraires arabes, en particulier le Coran et Les Mille et Une Nuits. Il y consacre ses quarante dernières années, travaillant à partir d'une douzaine de manuscrits anciens, et réalisant l'édition la plus remarquable depuis la popularisation de l'œuvre par Antoine Galland au tout début du XVIIIe siècle.
Sa prétention à revenir au plus près du texte original des Mille et une nuits a été critiquée ; certains orientalistes estiment qu'il faut au contraire considérer cette œuvre comme une nébuleuse en perpétuelle transformation.
Il a enseigné les lettres et l'histoire à l'école Massillon des Oratoriens de 1958 à 1982.

## Œuvre

### Roman
- Djordjos, Paris, Orante, 1977 (BNF 34710585)

### Contes
- Histoire du prince Izmir et de la princesse Nour, Paris, Magnard, 1961 (BNF 33062423)
- Contes d'Islam, Paris, l'Esprit des péninsules, 1997  (ISBN 2-910435-12-1) ; réédition, Paris, l'Esprit des péninsules, coll. « Classiques arabes », 2004  (ISBN 2-84636-057-X)

### Essais et ouvrages didactiques
- La Cuisine arabe, Paris, Albin Michel, 1970 (BNF 35140767)
- Initiation rapide à l'arabe classique, Paris, H. Samuelian, 1972 (BNF 35404619) ; réédition, Paris, H. Samuelian, 1982  (ISBN 2-903914-00-1)
- L'Univers culturel des chrétiens d'Orient, Paris, Éditions du Cerf, 1987  (ISBN 2-204-02725-1) ; nouvelle édition avec une préface de Henri-Irénée Dalmais, Paris, Éditions du Cerf, 2008  (ISBN 978-2-204-08739-1)

### Traductions et compilations d'anthologies
- Contes et légendes du Liban, Paris, Nathan, coll. « des contes et légendes de tous les pays », 1952 (BNF 32306999) ; réédition, Paris, Nathan, coll. « des contes et légendes de tous les pays », 1963 (BNF 33062422) ; réédition sous le titre Contes du Liban, Paris, Éditions Asfar, coll. « Littérature », 1989  (ISBN 2-906983-05-5)
- La Poésie arabe des origines à nos jours, Paris, Éditions Seghers, coll. « Unesco d'oeuvres représentatives. Série arabe », 1960 (BNF 33138819) ; réédition, Verviers, Gérard & Co, coll. « Marabout Université » no 121, 1967 (BNF 33138820) ; réédition, Paris, Seghers, coll. « P.S. », 1975 (BNF 34554347) ; réédition, Paris, Phébus, coll. « Domaine arabe », 1995  (ISBN 2-85940-296-9) ; réédition, Paris, Phébus, coll. « Libretto » no 44, 2000  (ISBN 2-85940-533-X)
- Propos d'amour des mystiques musulmans, Paris, Éditions de l'Orante, coll. « Lumière et nations » no 7, 1960 (BNF 33144602)
- Nouvelles arabes choisies, Paris, Seghers, coll. « Mélior », 1964 (BNF 33119061)
- Les Mille et Une Nuits, traduction et préfaces de René R. Khawam, Paris, Albin Michel, (4 vol.), 1965-1967 ; nouvelle édition entièrement refondue, Paris, Phébus, coll. « Domaine arabe » (4 vol.), 1986-1987 ; réédition, Paris, Presses Pocket, 4 volumes sous étui, no 3203-3206, 1989 (BNF 44234013) ; réédition, Paris, Phébus, coll. « Libretto », 4 volumes no 67-68-70-71, 2001  [8]
- Les Aventures de Sindbad le Marin, Éditions de l'amitié G. T.Rageot, coll. Bibliothèque de l'amitié-Histoire, 1966 ;
- Les Délices des cœurs de Ahmad al-Tifachi, traduction par René R. Khawam, Paris, J. Martineau, 1971 (BNF 35437442) ; réédition, Paris, Phébus, coll. « Domaine oriental », 1981  (ISBN 2-85940-036-2) ; réédition, Paris, Phébus, coll. « Domaine arabe », 1987  (ISBN 2-85940-036-2) ; réédition, Paris, Pocket no 2522, 1993  (ISBN 2-266-05462-7) ; réédition, Paris, Phébus, coll. « Libretto » no 16, 1998  (ISBN 2-85940-554-2)
- Nuits de noces ou Comment humer le doux breuvage de la magie licite, suivi d'un commentaire érotique intitulé Les Branches robustes de la forêt dans les cas extraordinaires de conjonction de Abd al-Rahmane ibn Abi-Bakr al-Souyoûtî, traduction intégrale sur les manuscrits arabes par René R. Khawam , Paris, Albin Michel, coll. « Eroscope » no 641, 1972 (BNF 35423205) ; réédition, Paris, A. Michel, 1986  (ISBN 2-226-02774-2)
- Les Fleurs éclatantes dans les baisers et l'accolement de Ali al-Baghdâdî, traduction intégrale sur les manuscrits arabes par René R. Khawam, Paris, Albin Michel, 1973 (BNF 35134586) ; réédition, Paris, Phébus, coll. « Domaine arabe », 1989  (ISBN 2-85940-117-2)
- Le Livre des ruses : la stratégie politique des Arabes, traduit par René R. Khawam, Paris, Phébus, coll. « Domaine arabe », 1976  (ISBN 2-85940-000-1) ; réédition, Paris, Phébus, coll. « Domaine arabe », 1995  (ISBN 2-85940-000-1) ; réédition, Paris, Phébus, coll. « Libretto. Littérature étrangère » no 91, 2010  (ISBN 978-2-7529-0508-6)
- La Prairie parfumée où s'ébattent les plaisirs de Umar Ibn Muhammad Nafzawi, traduction intégrale sur les manuscrits originaux par René R. Khawam, Paris, Phébus, coll. « Domaine arabe », 1976  (ISBN 2-85940-005-2) ; réédition, Paris, Pocket no 2523, 1993  (ISBN 2-266-05461-9) ; réédition, Paris, Phébus, coll. « Libretto » no 148, 2003  (ISBN 2-85940-938-6)
- Histoires étrangères et merveilleuses de Ahmad al-Qalyoûbî, traduction par René R. Khawam, Paris, Phébus, coll. « Domaine arabe », 1977  (ISBN 2-85940-011-7)
- Lettre aux Français : notes brèves destinées à ceux qui comprennent, pour attirer l'attention sur des problèmes essentiels de Abd el-Kader, traduction sur les manuscrits originaux par René R. Khawam, Paris, Phébus, coll. « Domaine arabe », 1977  (ISBN 2-85940-007-9) ; réédition, Paris, Phébus, coll. « Domaine arabe », 1984  (ISBN 2-85940-007-9) ; réédition, Paris, Phébus, coll. « Libretto » no 252, 2007  (ISBN 978-2-7529-0302-0)
- Mahomet mystique et les quatre premiers khalifes de Mouhammad Abd al-Ra'oûf al-Mounâwî, traduction par René R. Khawam, Paris, Orante, 1978  (ISBN 2-7031-1046-4)
- Le Voile arraché : l'autre visage de l'Islam de 'Abd al-Rahmâne al-Djawbarî, traduction sur les manuscrits originaux par René R. Khawam, Paris, Phébus, coll. « Domaine arabe », volume 1, 1979  (ISBN 2-85940-025-7) ; volume 2, 1980  (ISBN 2-85940-029-X)
- Le Fantastique et le Quotidien de Ahmad al-Qalyoûbî, traduction intégrale faite sur les manuscrits par René R. Khawam, Paris, G.-P. Maisonneuve et Larose, coll. « Les Jardins secrets de la littérature arabe » no 1, 1981  (ISBN 2-7068-0805-5)
- Les Aventures de Sindbad le Marin, traduction intégrale faite sur les manuscrits par René R. Khawam, Paris, Phébus, coll. « Domaine arabe », 1985  (ISBN 2-85940-056-7) ; réédition, Paris, Phébus, coll. « Domaine arabe », 1990  (ISBN 2-85940-056-7) ; réédtition avec illustration de Jean-Michel Payet, Paris, Casterman, coll. « Épopée » no 20, 1993  (ISBN 2-203-16318-6) ; réédition, Paris, Phébus, coll. « Libretto » no 87, 2001  (ISBN 2-85940-767-7)
- Les Aventures de Sindbad le Terrien, traduction intégrale faite sur les manuscrits par René R. Khawam, Paris, Phébus, coll. « Domaine arabe », 1986  (ISBN 2-85940-068-0) ; réédition, Paris, Phébus, coll. « Libretto » no 114, 2002  (ISBN 2-85940-839-8)
- Le Pouvoir et les intellectuels ou les Aventures de Kalila et Dimna de Abdallah Ibn Al-Mouqaffa, traduction intégrale faite sur les manuscrits par René R. Khawam, Paris, G.-P. Maisonneuve et Larose, coll. « Les Jardins secrets de la littérature arabe » no 3, 1986  (ISBN 2-7068-0914-0)
- Le Roman d'Aladin, traduction intégrale faite sur les manuscrits par René R. Khawam, Paris, Phébus, coll. « Domaine arabe », 1988  (ISBN 2-85940-097-4) ; réédition, Paris, Phébus, coll. « Libretto » no 117, 2002  (ISBN 2-85940-847-9)
- La Prairie des gazelles : éloge des beaux adolescents de Mouhammad al- Nawâdjî, traduction intégrale faite sur les manuscrits par René R. Khawam, Paris, Phébus, coll. « Domaine arabe », 1989  (ISBN 2-85940-118-0)
- Le Quoran (sic), traduit sur la vulgate arabe par René R. Khawam, Paris, Maisonneuve et Larose, 1990  (ISBN 2-7068-1008-4)
- Le Flambeau ou les Sentences de Mouhammad le Prophète, recueillies par Mouhammad al-Qoudâ'î, traduction intégrale sur les manuscrits originaux par René R. Khawam, , Paris, G.-P. Maisonneuve et Larose, 1991  (ISBN 2-7068-1019-X)
- La Jambe sur la jambe de Faris Chidyaq, traduit par René R. Khawam, Paris, Phébus, coll. « Domaine étranger », 1991  (ISBN 2-85940-205-5)
- Le Livre des malins : séances d'un vagabond de génie de Al-Qâsim al-Harîrî, traduction intégrale faite sur les manuscrits par René R. Khawam, Paris, Phébus, coll. « Domaine arabe », 1992  (ISBN 2-85940-253-5) ; réédition, Paris, Pocket no 2866, 1996  (ISBN 2-266-06090-2) ; réédition, Paris, Libretto, coll. « Littérature étrangère » no 645, 2019  (ISBN 978-2-36914-515-8)
- Les Ruses des femmes de Abd al-Rahîm al-Hawrânî, traduction intégrale faite sur les manuscrits par René R. Khawam, Paris, Phébus, coll. « Domaine arabe », 1994  (ISBN 2-85940-309-4)
- Désirs de femmes de Abd al-Rahîm al-Hawrânî, traduction intégrale faite sur les manuscrits par René R. Khawam, Paris, Phébus, coll. « Domaine arabe », 1996  (ISBN 2-85940-432-5)
- Dialogues œcuméniques de guérison, suivi de Traité sur la Sainte Trinité de Gérassime d'Antioche, traduction intégrale faite sur les manuscrits par René R. Khawam, Paris, l'Esprit des péninsules, 1996  (ISBN 2-910435-08-3)
- Le Mariage de l'Émir Conjonctif de Mouhammad Ibn-Dâniyâl, traduction intégrale faite sur les manuscrits par René R. Khawam, Paris, l'Esprit des péninsules, coll. « Théâtre d'ombre » no 1, 1997  (ISBN 2-910435-13-X)
- Les Comédiens de la rue de Mouhammad Ibn-Dâniyâl, traduction intégrale faite sur les manuscrits par René R. Khawam, Paris, l'Esprit des péninsules, coll. « Théâtre d'ombre » no 2, 1997  (ISBN 2-910435-17-2)
- L'Amoureux et l'Orphelin de Mouhammad Ibn-Dâniyâl, traduction intégrale faite sur les manuscrits par René R. Khawam, Paris, l'Esprit des péninsules, coll. « Théâtre d'ombre » no 3, 1997  (ISBN 2-910435-23-7)
- Le Livre des vagabonds : séances d'un beau parleur impénitent de Badî al-Zahmane al-Hamadhânî, traduction intégrale faite sur les manuscrits par René R. Khawam, Paris, Phébus, coll. « Domaine arabe », 1997  (ISBN 2-85940-455-4) ; réédition, Paris, Phébus, coll. « Libretto » no 297, 2009  (ISBN 978-2-7529-0416-4)
- 24 heures de la vie d'une canaille de Abou-Moutahhar Al-Azdî, traduction intégrale faite sur les manuscrits par René R. Khawam, Paris, Phébus, coll. « Domaine arabe », 1998  (ISBN 2-85940-507-0) ; réédition, Paris, Phébus, coll. « Libretto » no 277, 2008  (ISBN 978-2-75-290355-6)
- Parlons d'amour de Ala'al-Dîne, suivi de Appendice sur les médicaments destinés à corriger les défauts des hommes et des femmes en ce domaine de Muhammad al-Wardânî, traduction intégrale faite sur les manuscrits par René R. Khawam, Paris, l'Esprit des péninsules, 1998  (ISBN 2-910435-31-8)
- Les Poètes amoureux de Mouhammad al-Ibchîhî, traduction intégrale faite sur les manuscrits par René R. Khawam, Paris, l'Esprit des péninsules, coll. « Classiques arabes », 1999  (ISBN 2-910435-50-4)
- Les Femmes et les Rois de Abd al-Rahîm al-Hawrânî, traduction intégrale faite sur les manuscrits par René R. Khawam, Paris, l'Esprit des péninsules, coll. « Classiques arabes », 2000  (ISBN 2-910435-69-5)

## Récompenses
- 1996 : Grand prix national des Lettres[2]